# Blue Figures
Blue Figures is een livealbum van Aidan Baker uit 2009. Het bevat opnamen uit Berlijn van 4 april 2009 (tracks 1 en 2) en Praag van 16 juni 2009 (tracks 3 en 4). In dit jaar verzorgde hij een uitgebreide tournee, waarbij hij ook Europa aandeed, thuisbasis is Canada. Het album verscheen in een oplage van 300 stuks. Opmerkelijk aan het album is dat Baker ook “zingt”; hij lijkt zijn stem op een ambientmanier te willen gebruiken, verder dan wat gemurmel komt het niet. Deze zangwijze past echter goed bij deze voortkabbelende muziek. De opnamen zijn rechtstreeks van de mengtafel; applaus en publiek zijn niet te horen.

## Musici
- Aidan Baker – gitaar

## Tracklist
| Nr. | Titel          | Duur  |
| --- | -------------- | ----- |
| 1.  | Figures part 1 | 19:52 |
| 2.  | Figures part 2 | 17:52 |
| 3.  | Untitled droon | 15:12 |
| 4.  | Gathering Blue | 12:28 |